# Woorabinda Shire
Koordinaten: 24° 7′ S, 149° 27′ O

Das Aboriginal Shire of Woorabinda ist ein lokales Verwaltungsgebiet (LGA) im australischen Bundesstaat Queensland. Das Gebiet ist 391 km² groß und hat etwa 960 Einwohner.

## Geografie
Das Shire besteht aus fünf Einzelgebieten, die alle innerhalb der Central Highlands Region im Osten des Staats liegen. Alle sesshaften Einwohner leben in der Siedlung Woorabinda etwa 120 km westlich von Rockhampton. Das zweitgrößte Gebiet im Norden von Duaringa trägt den Namen Balcomba, besitzt aber keine nennenswerte Besiedlung.

## Geschichte
Bei den Aborigines in Woorabinda handelt es sich um die Nachfahren von Ureinwohnern, die im etwa 200 km südlich gelegenen Dawson Valley lebten. Als sich die Siedlungen der Weißen immer mehr ausbreiteten, wurde in der Nähe der Ortschaft Taroom um 1910 eine Aborigines-Siedlung als Lager für die ihres Landes beraubten Ureinwohner angelegt. Mit dem Dammbau in der Nathan Gorge musste die Siedlung verlegt werden. Die Regierung des Staats erwarb Land bei Wooroona und gründete dort 1927 die neue Siedlung Woorabinda. Das Gebiet stand 75 Jahre lang unter staatlicher Aufsicht und spezialisierte sich auf Landwirtschaft. 2002 wurde das Gebiet um die Siedlung sowie drei nördlich von Duaringa und eines südlich von Bauhinia gelegene Nutzflächen einem Aboriginal Council unterstellt und das Woorabinda Shire als lokale Selbstverwaltungseinheit gegründet.

## Verwaltung
Der Woorabinda Council hat fünf Mitglieder. Der Mayor (Bürgermeister) und vier weitere Councillor werden von allen Bewohnern des Shires gewählt. Die LGA ist nicht in Wahlbezirke unterteilt.